# 五印乡
五印乡，原称鼠街乡，是中华人民共和国云南省大理白族自治州巍山彝族回族自治县下辖的一个乡镇级行政单位。

## 行政区划
五印乡下辖以下地区：
龙街村、蒙新村、新街村、白池村、鼠街村、白乃村、岩子脚村和新民村。